# Deltocephalus posadai
Deltocephalus posadai är en insektsart som beskrevs av Kramer 1965. Deltocephalus posadai ingår i släktet Deltocephalus och familjen dvärgstritar. Inga underarter finns listade i Catalogue of Life.